# Пикарде, Клодин
Клодин Пикарде, урождённая Пуле (фр. Claudine Picardet; 7 августа 1735, Дижон — 4 октября 1820, Париж) — французский химик, метеоролог и переводчица научной литературы.

## Биография
Клодин Пуле родилась в 1735 году в Дижоне. Её отцом был нотариус Франсуа Пуле де Шамплеви. В возрасте двадцати лет Клодин вышла замуж за Клода Пикарде, судью, который впоследствии стал членом Королевской академии наук, искусств и литературы Дижона (Académie royale des sciences, arts, et belles-lettres de Dijon) и директором ботанического сада. Таким образом, Клодин получила возможность общаться с наиболее образованными людьми Дижона. Её собственный салон также стал одним из центров научной и культурной жизни города.
Вероятно, именно в своём салоне Клодин Пикарде познакомилась с химиком Луи Бернаром Гитоном де Морво. Она посещала его лекции и демонстрации химических экспериментов. Кроме того, в 1782 году Клодин вошла в небольшую рабочую группу, которую Гитон де Морво создал при Академии с целью популяризации зарубежных трудов по химии во Франции. На протяжении девяти лет Клодин Пикарде переводила с четырёх иностранных языков — шведского, немецкого, английского и итальянского — научные труды по химии и минералогии, а также одну работу по астрономии, и в общей сложности перевела около 800 страниц. На протяжении первого года своей работы она подписывала свои переводы «Мадам П. из Дижона», но начиная с 1786 года стала подписываться полным именем.
Переведённые Клодин Пикарде работы печатались в ведущих научных журналах эпохи, включая Observations sur la physique, Journal des savants, Nouvelles de la république des lettres et des arts и Annales de chimie — Science des matériaux. Около трети переводов были собраны и изданы в двухтомном произведении Карла Шееле «Mémoires de chymie» (1795). Свои переводы Пикарде снабжала подробными сносками и комментариями, написанными Гитоном де Морво, хотя, возможно, некоторые из них принадлежали ей самой. Ей также принадлежит первый перевод трактата Абраама Готтлоба Вернера «О внешних признаках ископаемых тел». Возможно, Клодин Пикарде также была автором перевода двух томов «Opuscula physica et chemica» Улафа Бергмана с латинского на французский. Кроме того, предполагается, что она помогала Марии-Анне Лавуазье переводить «Очерк о флогистоне» Кирвана.
С 1785 года Клодин Пикарде участвовала в сборе метеорологических данных, организованном Лавуазье при участии членов Французской академии наук. Она ежедневно снимала показания барометра, которые затем отсылались Лавуазье. Результаты её наблюдений были затем представлены в Академии наук.
В 1796 году умер муж Клодин, и она переехала из Дижона в Париж. В 1798 году она вышла замуж за Гитона де Морво, и их брак продолжался вплоть до смерти последнего в 1816 году. Детей у Клодин не было ни от первого, ни от второго брака. Она умерла в Париже 4 октября 1820 года. Примечательно, что в некрологе, опубликованном Journal de Dijon et de la Côte-d’Orrend, её заслуги и достижения практически полностью отрицались: автор подвергал сомнению как её знание языков, в особенности шведского, так и её способность переводить столь сложные узкоспециальные тексты. Однако при жизни Пикарде множество учёных, как французских, так и иностранных, выражали восхищение её знаниями и её переводческой деятельностью, в том числе Бюффон, Лавуазье, Бертолле, Фуркруа, Лаланд, Гаюи, Кирван, Ландриани и Юнг.
Хотя Клодин Пикарде не писала собственных научных работ, её вклад в развитие химической науки огромен. Ни один другой научный переводчик того времени не переводил и не публиковал столько, сколько она (с единственным исключением Жака Жиблена). Благодаря переводам Пикарде важнейшие научные труды эпохи стали доступны во Франции; кроме того, они способствовали возникновению специализированных научных журналов.